# Vetenskapsåret 1916

## Händelser

### Fysik
- 11 maj - Första publicering Allmänna relativitetsteorin[1] (Die Grundlage der allgemeinen Relativitätstheorie, Band 49, Heft 7, s769-822), Albert Einstein,  Annalen der Physik, inlämnad 20 mars

### Teknik
- November - Resultatet från presidentvalet i USA blir det första valresultat som ropas ut i radio [2]

## Pristagare
- Copleymedaljen: James Dewar, skotsk kemist och fysiker.
- Darwinmedaljen: Yves Delage
- Davymedaljen: Henry Louis Le Chatelier
- Lyellmedaljen: Charles William Andrews
- Nobelpriset: På grund av det pågående första världskriget utdelades inga andra pris än litteraturpriset. [3]
- Sylvestermedaljen: Jean Gaston Darboux
- Wollastonmedaljen: Aleksandr Karpinskij, rysk geolog och mineralog [4]

## Födda
- 10 januari - Sune Bergström (död 2004), svensk biokemist, Nobelpriset i fysiologi eller medicin. 1982
- 4 mars - Hans Eysenck (död 1997), tysk psykolog.
- 26 mars - Christian Anfinsen (död 1995), amerikansk biokemist, Nobelpriset i kemi 1972.
- 30 april - Claude Shannon (död 2001), amerikansk matematiker.
- 8 juni - Francis Crick (död 2004), brittisk molekylärbiolog,  Nobelpriset i fysiologi eller medicin 1962 för upptäckten av den dubbla spiralen i DNAs uppbyggnad.
- 11 juni - Aleksandr M. Prochorov (död 2002), rysk fysiker, Nobelpriset i fysik 1964 för pionjärarbete rörande laser och maser.
- 15 december - Maurice Wilkins (död 2004), brittisk molekylärbiolog, Nobelpriset i fysiologi eller medicin 1962 för upptäckten av den dubbla spiralen i DNAs uppbyggnad.

## Avlidna
- 12 februari – Richard Dedekind (född 1831), tysk matematiker.
- 19 februari – Ernst Mach (född 1838), österrikisk fysiker och filosof (Machtalet).
- 11 maj – Karl Schwarzschild (född 1873), tysk astronom och  fysiker.
- 23 juli – William Ramsay (född 1852), brittisk kemist, Nobelpriset i kemi 1904
- 13 november – Percival Lowell (född 1855), amerikansk astronom.
- 24 november – Hiram Maxim (född 1840), amerikansk-engelsk uppfinnare av kulsprutan.

### Fotnoter
1. ↑   Einsteins Triumph, Süddeutsche Zeitung /sueddeutsche.de (läst 30 juni 2025)
2. ↑  ”78:or & film”. Arkiverad från originalet den 31 mars 2019. https://web.archive.org/web/20190331103323/http://musiknostalgi.atspace.cc/radiotv.htm. Läst 26 mars 2011.
3. ↑  ”Nobelpriset”. http://nobelprize.org/nobel_prizes/lists/all/index.html. Läst 10 april 2011.
4. ↑  ”Geological Society”. Arkiverad från originalet den 5 juni 2011. https://web.archive.org/web/20110605102217/http://www.geolsoc.org.uk/gsl/society/history/page750.html. Läst 13 april 2011.